# 이노우에 마사모토
이노우에 마사모토(일본어: 井上正甫, 1775년 ~ 1858년 3월 11일)는 에도 시대의 다이묘로, 하마마쓰번의 3대 번주이자 다나구라번의 1대 번주이다. 1778년 12월 24일에 태어났다고도 한다. 어릴적 이름은 다케사부로(武三郎)이며 통칭은 신노스케(真之助)이다. 관위는 종5위하, 가와치노카미이다.
하마마쓰 번의 2대 번주 이노우에 마사사다의 맏아들로 태어났다. 1786년, 아버지가 사망하자 가문을 계승하여 3대 번주가 되었다. 1802년, 쇼군 도쿠가와 이에나리의 소자반이 되었지만, 행실이 좋지 않아 1816년에 파직되었고, 1817년에는 그에 대한 징벌조로 다나구라 번으로의 전봉 명령을 받게 되었다. 하지만 마사모토는 병을 핑계로 다나구라에 한 번도 내려가지 않았다. 1820년, 가문을 맏아들 마사하루에게 계승케 하고 은거했다. 1858년, 84세의 나이로 사망하였다.
품행이 나빴던 데에서 '샛서방 다이묘'라는 별명을 얻은 바 있다.
| 전임 이노우에 마사사다 | 제3대 하마마쓰번 번주 (이노우에 가문) 1786년 ~ 1817년 | 후임 미즈노 다다쿠니 |

| 전임 오가사와라 나가마사 | 제1대 다나구라번 번주 (이노우에 가문) 1817년 ~ 1820년 | 후임 이노우에 마사하루 |